# Сулак (Пензенская область)
Сулак — село в Белинском районе Пензенской области России. Входит в состав Волчковского сельсовета.

## География
Расположено в 14 км к северо-востоку от села Волчково, на р. Кевда.

## Население
| 1864 | 1897  | 1911  | 1926  | 1930  | 1951 | 1959 |
| ---- | ----- | ----- | ----- | ----- | ---- | ---- |
| 1140 | ↗1539 | ↗1642 | ↗1756 | ↗1961 | ↘754 | ↗875 |
| 1979 | 1989  | 1996  | 2002  | 2010  |      |      |
| ↘570 | ↘562  | ↗574  | ↘434  | ↘358  |      |      |

## История
Основано в 1725 – 1745 гг. Д. А. Шепелевым на Кевдинских вершинах. В 1881 г. построена деревянная церковь во имя иконы Казанской Богородицы. До 1917 г. в составе Аргамаковской волости Чембарского уезда. После революции центр сельсовета. Центральная усадьба колхоза имени Буденного, затем колхоза имени Калинина.